# 2. deild Wysp Owczych (2002)
W roku 2002 odbyła się 59. edycja 2. deild Wysp Owczych – drugiej ligi piłki nożnej Wysp Owczych. W rozgrywkach brało udział 10 klubów z całego archipelagu. Klub z pierwszego miejsca awansował do 1. deild, a w tym sezonie był to FS Vágar. Kolejny klub uzyskał prawo do gry w barażach, które B71 Sandoy przegrał z EB/Streymur i pozostał w drugiej lidze. Drużyna z ostatniego miejsca (HB II Tórshavn) automatycznie spadała do ligi trzeciej, zaś przedostatnia rozgrywała baraż, który NSÍ II Runavík przegrał z klubem B68 II Toftir i spadł do trzeciej ligi.

## Uczestnicy
| Uczestnicy 2. deild Wysp Owczych 2001                                                                         | Uczestnicy 2. deild Wysp Owczych 2001 | Uczestnicy 2. deild Wysp Owczych 2001 | Uczestnicy 2. deild Wysp Owczych 2001 |
| --- | ------------------------------------- | ------------------------------------- | ------------------------------------- |
| ÍF | ÍF Fuglafjørður                       | 3                                     |                                       |
| B36II | B36 II Tórshavn                       | 4                                     |                                       |
| SÍS | SÍ Sumba                              | 5                                     |                                       |
| NSÍII | NSÍ II Runavík                        | 6                                     |                                       |
| HBII | HB II Tórshavn                        | 7                                     |                                       |
| LÍF | LÍF Leirvík                           | 8                                     |                                       |
| KÍII | KÍ II Klaksvík                        | 9                                     |                                       |
| Spadek z 1. deild Wysp Owczych 2001                                                                           |                                       |                                       |                                       |
| B71 | B71 Sandoy                            | 9                                     |                                       |
| FSV | FS Vágar                              | 10                                    |                                       |
| Awans z 3. deild Wysp Owczych 2001                                                                            |                                       |                                       |                                       |
| VB II | VB II Vágur                           | 1                                     |                                       |
| Oznaczenia: - kolumna pierwsza – skróty nazw drużyn, - kolumna trzecia – miejsce zajęte w poprzednim sezonie. |                                       |                                       |                                       |

## Tabela ligowa
| Lp. | Drużyna            | M  | Z  | R | P  | Bramki | Bramki | Różn. | Pkt | Uwagi              |
| --- | ------------------ | -- | -- | - | -- | ------ | ------ | ----- | --- | ------------------ |
| 1   | FS Vágar (M) (A)   | 18 | 13 | 3 | 2  | 53     | 10     | +43   | 42  | Awans do 1. deild  |
| 2   | B71 Sandoy         | 18 | 8  | 4 | 6  | 30     | 20     | +10   | 28  | Baraże o 1. deild  |
| 3   | ÍF Fuglafjørður    | 18 | 8  | 3 | 7  | 37     | 34     | +3    | 27  |                    |
| 4   | B36 II Tórshavn    | 18 | 6  | 7 | 5  | 27     | 29     | −2    | 25  |                    |
| 5   | KÍ II Klaksvík     | 18 | 7  | 4 | 7  | 29     | 32     | −3    | 25  |                    |
| 6   | LÍF Leirvík        | 18 | 6  | 4 | 8  | 29     | 27     | +2    | 22  |                    |
| 7   | SÍ Sumba           | 18 | 6  | 4 | 8  | 22     | 37     | −15   | 22  |                    |
| 8   | VB II Vágur        | 18 | 7  | 1 | 10 | 28     | 46     | −18   | 22  |                    |
| 9   | NSÍ II Runavík (S) | 18 | 6  | 3 | 9  | 16     | 33     | −17   | 21  | Baraże o 2. deild  |
| 10  | HB II Tórshavn (S) | 18 | 5  | 3 | 10 | 30     | 33     | −3    | 18  | Spadek do 3. deild |

### Baraże o 2. deild
| Drużyna 1                            | Wynik dwumeczu | Drużyna 2     | Pierwszy mecz | Drugi mecz |
| ------------------------------------ | -------------- | ------------- | ------------- | ---------- |
| NSÍ II Runavík                       | 5-7            | B68 II Toftir | 3:2           | 2:5        |
| Po lewej gospodarz pierwszego meczu. |                |               |               |            |

| 2 października 2002                        | NSÍ II Runavík                                                    | 3:2   | B68 II Toftir                           |                                                         |
|                                            | Bjarki Danielsen 42' · Dann Knudsen 46' · Jóhan Petur Poulsen 82' | (1:2) | 32' Aksel Højgaard · 44' Mannbjørn Nesá | við Løkin, Runavík Sędzia: Niklas á Líðarenda (GÍ Gøta) |
| Justinus Hansen 34' · Kristian Poulsen 65' | 28' Jákup Djurhuus · 41' Hans Erik Danielsen                      | (1:2) |                                         | við Løkin, Runavík Sędzia: Niklas á Líðarenda (GÍ Gøta) |

| 5 października 2002 | B68 II Toftir | 5:2 (pd.)       | NSÍ II Runavík                             |                     |
|                     | Ronnie Svalbard 30' · Jákup Djurhuus 55' · Alex Troleis 90' (k.) · Jáder Alberto Lima 104' · Aksel Højgaard 113' | (1:0, 3:2, 5:2) | 57' Justinus Hansen · 60' Bjarki Danielsen | Svangaskarð, Toftir |

NSÍ II Runavík w wyniku meczów barażowych spadł do trzeciej ligi.